# Williams FW06
La Williams FW06 è la prima monoposto di Formula 1 prodotta dalla Williams Racing, realizzata per partecipare al campionato mondiale di Formula 1 1978. La numerazione della vettura prosegue quella delle monoposto della Frank Williams Racing Cars, in diretta continuità con la FW05.

## Livrea
La livrea della FW06 riprende i colori dello sponsor principale Saudia; ha una base bianca e presenta sulle fiancate delle strisce verdi e sabbia e sull'ala posteriore delle fasce blu e verdi. In verde sono applicati anche i numeri di gara e i loghi di altri sponsor.

## Caratteristiche

### Telaio

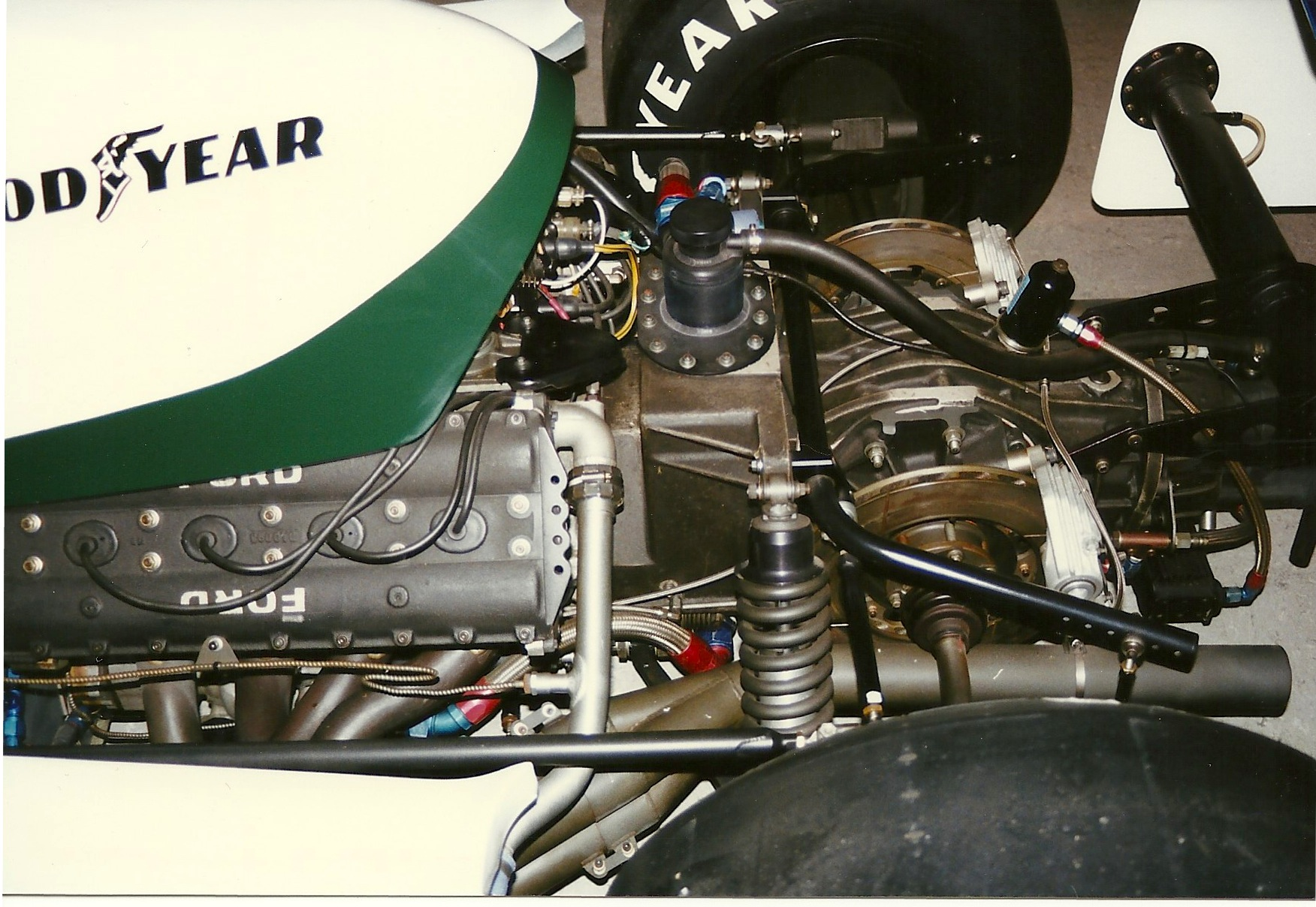
Dettaglio del retrotreno della FW06

Per la prima monoposto della Williams, l'ingegnere britannico Patrick Head, direttore tecnico del progetto, opta per un disegno convenzionale. La vettura è costruita su una monoscocca tubolare in alluminio, lunga e stretta, e rivestita con una carrozzeria in fibra di vetro che lascia in vista il motore.
Sull'avantreno le sospensioni sono formate da un bilanciere superiore e un braccio oscillante inferiore con molle e ammortizzatori interne, montate davanti alla pedaliera. I montanti delle ruote sono fusi in magnesio, mentre i braccetti inferiori sono fabbricati in acciaio. Inoltre sul muso è collocato il radiatore dell'olio. Quelli principali sono montati lateralmente, davanti alle ruote posteriori, a filo con la carrozzeria.
Sul retrotreno le sospensioni sono formate da un braccio oscillante inferiore e da una barra di torsione superiore imbullonati direttamente sulla campana del serbatoio dell'olio. Alla stessa è collegato anche un tubo dalla duplice funzione di supporto dell'ala posteriore, realizzata in fibra di carbonio, e di serbatoio di raccolta dell'olio del motore. Alcuni pezzi della vettura non sono costruiti su misura ma sono ornati in serie, come i radiatori, provenienti da una Volkswagen Golf.
Le sospensioni sulle quattro ruote sono indipendenti e i freni, idraulici, sono a disco autoventilati. Quelli posteriori sono posizionati entrobordo.

### Motore
La FW06 monta un motore Ford Cosworth DFV da 8 cilindri a V di 90° da 2993 cm³, posizionato centralmente e longitudinalmente, il quale è abbinato a una trasmissione Hewland FGA 400 da 5 rapporti.

## Carriera agonistica

### Stagione 1978

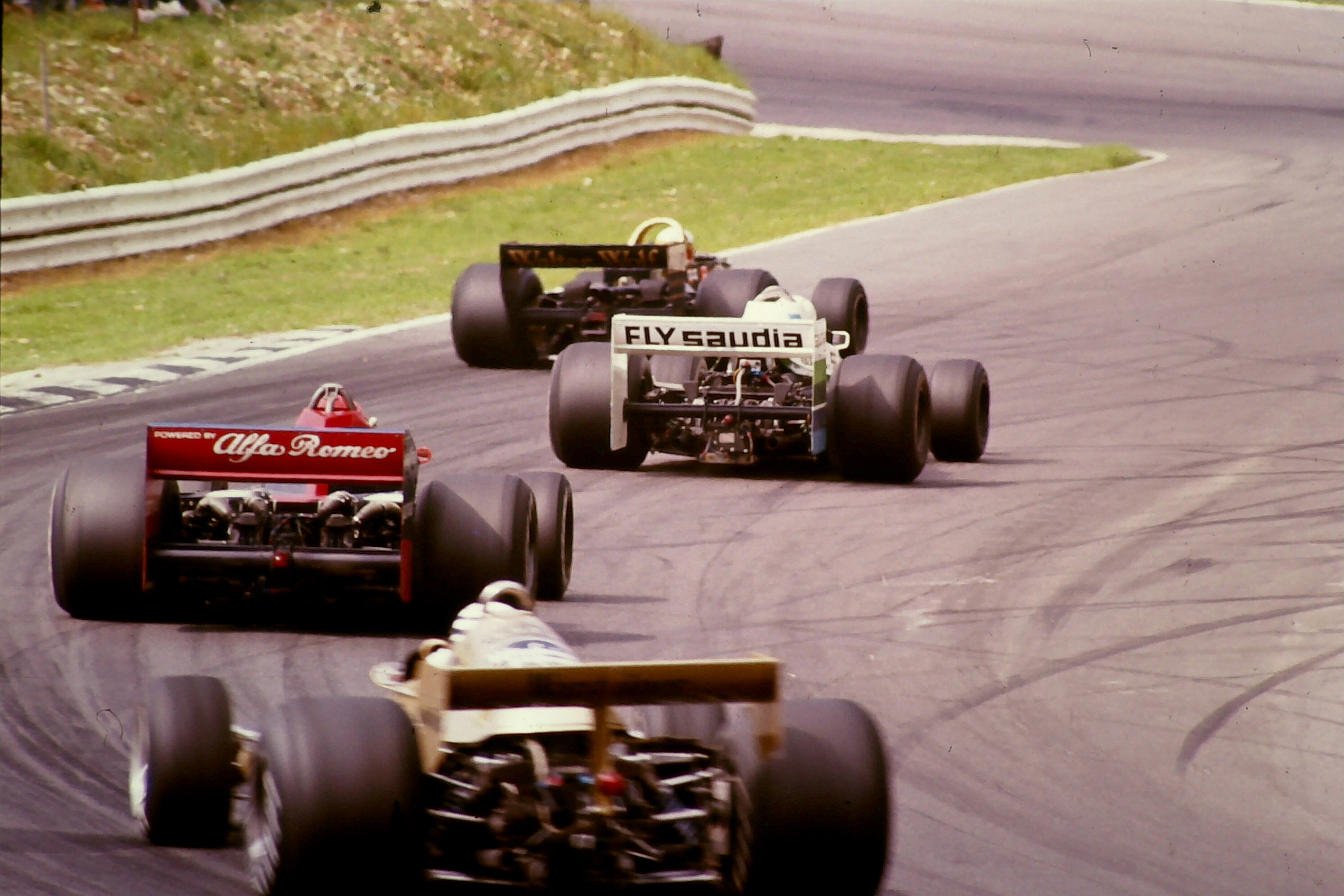
Jody Scheckter, Alan Jones, Niki Lauda e Riccardo Patrese in una fase del Gran Premio di Gran Bretagna

La FW06 debutta soltanto alla seconda stagione in Formula 1 della Williams a causa della mancanza di tempo per il suo sviluppo. Alla sua guida è ingaggiato il pilota australiano Alan Jones, già vincitore del Gran Premio d'Austria nella stagione precedente con la Shadow Racing Cars a bordo di una monoposto mediocre. La squadra iscriverà una sola automobile a tutte e sedici le gare del campionato e la vettura si dimostrerà più veloce rispetto alle precedenti Williams, ma pagherà della sua inaffidabilità. Difatti, già durante le qualifiche del Gran Premio d'Argentina, prima tappa stagionale, la FW06 accusa problemi all'impianto d'alimentazione che si ripresentano anche durante la gara, costringendo Jones al ritiro. Ulteriori problemi sono stati riscontrati anche durante il secondo Gran Premio, in Brasile, dove l'australiano si qualifica ottavo, ma in gara risente di un danneggiamento ai freni che lo rallenta e lo porta a terminare in quattordicesima posizione.
Il primo piazzamento a punti avviene al terzo turno, in Sudafrica, con Jones quarto al traguardo dopo una grande rimonta dalla diciottesima posizione, da dove era partito. Alla gara successiva, a Long Beach, Jones si qualifica ottavo, ma in gara è molto veloce e risale la classifica fino alla seconda posizione tallonando per gran parte della corsa il leader Carlos Reutemann, a bordo della Ferrari, fino a quando è rallentato da un cedimento spontaneo dell'ala anteriore, dovuto probabilmente a un difetto di fabbricazione, e da un problema di erogazione del carburante che lo fanno scivolare in settima posizione, appena fuori la zona punti. L'australiano aveva comunque siglato alla ventisettesima tornata il giro più veloce, il primo personale e del costruttore.
Jones conquista altri punti iridati in Francia, quinto all'arrivo, e complessivamente dal giro di boa del campionato riesce a migliorare le prestazioni in qualifica, ottenendo tre sesti posti in Gran Bretagna, Germania e Italia, una quinta posizione in Canada e una terza a Watkins Glen, in cui registra il miglior risultato personale nelle prove ufficiali e si qualifica alle spalle soltanto del neocampione Mario Andretti e di Carlos Reutemann. Sul circuito newyorkese l'australiano fornisce una buona prestazione, e, nonostante la perdita di una posizione al via a favore di Gilles Villeneuve, riesce a risalire al secondo posto mantenendo un ritmo lineare e avvalendosi dei ritiri del canadese e dello statunitense succitati che lo precedevano. Esso si tratta del primo podio della Williams Racing e in totale del secondo di una vettura marchiata Williams, dopo la seconda posizione del francese Jacques Laffite al Gran Premio di Germania 1975 a bordo di una Williams FW04, iscritta tuttavia dalla Frank Williams Racing Cars.
A fine stagione Alan Jones conquista undici punti, collocandosi undicesimo nella classifica piloti e portando la Williams al nono posto nella classifica costruttori.

### Stagione 1979
Per il campionato del 1979 la Williams iscrive una seconda vettura e ingaggia lo svizzero Clay Regazzoni, pilota molto esperto e già vicecampione di Formula 1 nel 1974 con la Scuderia Ferrari.
Non essendo la sua erede ancora pronta, la FW06 viene impiegata per le prime quattro corse di questa stagione e con Alan Jones conquista un podio a Long Beach, la cui conformazione livella le prestazioni con le più veloci monoposto a effetto suolo rivali e dove già nella stagione precedente era stata competitiva. Essa verrà soppiantata a partite dalla quinta gara, a Jarama, dalla FW07, la prima wing car della Williams, seguendo la nuova filosofia aerodinamica implementata già nel 1977 dal Team Lotus con la Lotus 78.
Dopo il ritiro dai Gran Premi di Formula 1 i telai 001, 002 e 004 della FW06 vengono impiegati per correre nel campionato britannico di Formula 1, principalmente dal pilota automobilistico Gimax e dal pilota motociclistico Giacomo Agostini. Agostini è colui che riscuote più successo, conquistando complessivamente tra le stagioni 1979 e 1980 sette podi e classificandovisi rispettivamente ottavo e quinto.

## Piloti

### Stagione 1978
| Piloti ufficiali     | Piloti ufficiali | Piloti ufficiali |
| Nazione              | Nome             | Numero           |
| -------------------- | ---------------- | ---------------- |
| Australia (bandiera) | Alan Jones       | 27               |

### Stagione 1979
| Piloti ufficiali     | Piloti ufficiali | Piloti ufficiali |
| Nazione              | Nome             | Numero           |
| -------------------- | ---------------- | ---------------- |
| Australia (bandiera) | Alan Jones       | 27               |
| Svizzera (bandiera)  | Clay Regazzoni   | 28               |

## Risultati in Formula 1
| Anno | Team     | Motore | Gomme | Piloti |     |    |   |   |     |    |   |     |   |     |     |     |     |    |   |   | Punti | Pos. |
| ---- | -------- | ------ | ----- | ------ | --- | -- | - | - | --- | -- | - | --- | - | --- | --- | --- | --- | -- | - | - | ----- | ---- |
| 1978 | Williams | Ford   | G     | Jones  | Rit | 14 | 4 | 7 | Rit | 10 | 8 | Rit | 5 | Rit | Rit | Rit | Rit | 13 | 2 | 9 | 11    | 9º   |

| Anno | Team     | Motore | Gomme | Piloti    |    |     |     |     |  |  |  |  |  |  |  |  |  |  |  | Punti | Pos. |
| ---- | -------- | ------ | ----- | --------- | -- | --- | --- | --- |  |  |  |  |  |  |  |  |  |  |  | ----- | ---- |
| 1979 | Williams | Ford   | G     | Jones     | 9  | Rit | Rit | 3   |  |  |  |  |  |  |  |  |  |  |  | 75    | 2º   |
| 1979 | Williams | Ford   | G     | Regazzoni | 10 | 15  | 9   | Rit |  |  |  |  |  |  |  |  |  |  |  | 75    | 2º   |

| Legenda | 1º posto     | 2º posto | 3º posto    | A punti         | Senza punti/Non class.  | Grassetto – Pole position Corsivo – Giro più veloce |
| Legenda | Squalificato | Ritirato | Non partito | Non qualificato | Solo prove/Terzo pilota | Grassetto – Pole position Corsivo – Giro più veloce |

### Esplicative
1. ↑  La squadra viene iscritta al campionato mondiale di Formula 1 1979 come Albilad-Saudia Racing Team.[1]
2. ↑  71 punti ottenuti con la Williams FW07.

### Bibliografiche
1. ↑  (EN) 1979 F1 World Championship, su motorsportmagazine.com. URL consultato il 22 febbraio 2025.
2. ↑  (EN) The different shades of Williams Racing, su williamsf1.com, 24 gennaio 2023. URL consultato l'11 gennaio 2025.
3. ↑  (EN) Denis Jenkinson, Williams Grand Prix Engineering - Sponsorship, su motorsportmagazine.com, dicembre 1979. URL consultato l'11 gennaio 2025.
4. 1 2  (FR) Williams FW06, su statsf1.com. URL consultato il 20 febbraio 2025.
5. 1 2 3  (EN) The start of something big, su motorsportmagazine.com, giugno 1998. URL consultato il 21 febbraio 2025.
6. ↑  (EN) Allen Brown, Williams FW06 car-by-car histories, su oldracingcars.com. URL consultato il 6 gennaio 2025.
7. ↑  (EN) Simon Arron, Lunch with Neil Oatley, su motorsportmagazine.com, dicembre 2016. URL consultato il 21 febbraio 2025.
8. ↑  (EN) 1978 Williams FW06 Cosworth Specifications, su ultimatecarpage.com. URL consultato il 19 febbraio 2025.
9. 1 2 3  (EN) George Wright, There and Back Again — How Williams Went from Cash Strapped No-Hopers to F1 World Champions, su medium.com, 29 gennaio 2024. URL consultato il 26 febbraio 2025.
10. ↑  (EN) Alan Henry, 1978 Argentine Grand Prix race report, su motorsportmagazine.com, febbraio 1978. URL consultato il 19 maggio 2025.
11. ↑  (EN) Alan Henry, 1978 Brazilian Grand Prix race report, su motorsportmagazine.com, febbraio 1978. URL consultato il 19 maggio 2025.
12. ↑  (FR) Alan JONES-Meilleurs tours, su statsf1.com. URL consultato il 20 febbraio 2025.
13. ↑  (FR) Williams-Meilleurs tours, su statsf1.com. URL consultato il 19 febbraio 2025.
14. ↑  (FR) Williams-Podiums, su statsf1.com. URL consultato il 19 febbraio 2025.
15. ↑  (EN) Allen Brown, Williams FW06/001 race history, su oldracingcars.com. URL consultato il 27 febbraio 2025.
16. ↑  (EN) Allen Brown, Williams FW06/002 race history, su oldracingcars.com. URL consultato il 27 febbraio 2025.
17. ↑  (EN) Allen Brown, Williams FW06/004 race history, su oldracingcars.com. URL consultato il 27 febbraio 2025.
18. ↑   Marco Cangelli, Giacomo Agostini e la Formula 1, un amore mai sbocciato, su vita-sportiva.it, 16 giugno 2023. URL consultato il 5 gennaio 2025.
19. ↑   Léna Buffa, Quando Agostini fu quasi tentato dalla F1 con la Ferrari, su it.motorsport.com, 1º agosto 2023. URL consultato il 19 febbraio 2025.